# Rudevo-Mîkolaiivka, Sînelnîkove
Rudevo-Mîkolaiivka (în ucraineană Рудево-Миколаївка) este un sat în comuna Șevcenkivske din raionul Sînelnîkove, regiunea Dnipropetrovsk, Ucraina.

## Demografie
Componența lingvistică a localității Rudevo-Mîkolaiivka
     Ucraineană (98,25%)
     Rusă (1,75%)
Conform recensământului din 2001, majoritatea populației localității Rudevo-Mîkolaiivka era vorbitoare de ucraineană (98,25%), existând în minoritate și vorbitori de rusă (1,75%).